# ثعبان النرد
ثعبان النرد أو النطريق المشطرج (الاسم العلمي: Natrix tessellata) هو نوع من الزواحف يتبع جنس النطريق من فصيلة الأحناش. يتواجد في جميع أنحاء آسيا وأوروبا. يعيش قرب الأنهار والجداول ويتغذى على الأسماك وأحياناً يتغذى على البرمائيات مثل الضفادع الصغيرة، هي أفعى غير سامة ولكنها تطلق رائحة كريهة أمام أعدائها كوسيلة للدفاع عن نفسها، خلال موسم التزاوج (مارس وأبريل ومايو) يجتمعون في أعداد كبيرة ويتم وضع البيض عادةً في يوليو بحوالي 10 إلى 30 بيضة ويتم الفقص هذه البيوض في سبتمبر.

## الوصف
يشبه رأسها حافر الحصان ويتميز عن بقية الجسم برقبة نحيفة، الخطم مربع الشكل تقريبا أما بقية الجسم اسطواني الشكل والذيل مدبب ومميز عن الجسم. متوسط الطول للبالغين 75 إلى 90 سم وأطولها 1 متر. الحراشف الظهرية مسطحة، واللون يكون أخضر، بني، زيتوني، رمادي مع بقع أو خطوط غامقة تمتد على طول الجسم إلا أنها لا تظهر هذه الخطوط جميع العينات، وبعضها يظهر عليه شكل V على مؤخرة الرقبة. الجانب البطني منه مائل للإصفرار وأحيانا وردي ويكون مصحوباً بحمرة بها بعض البقع السوداء.